# Mikael Åkerfeldt
Lars Mikael Åkerfeldt (Estocolmo, 17 de abril de 1974) é um músico sueco que conseguiu fama como o vocalista, guitarrista e compositor da banda de metal progressivo Opeth bem como o vocalista da banda de death metal Bloodbath. Ele é conhecido pelo seu estilo de composição influenciado pelo rock progressivo e seu frequente uso de ambos vocais limpos e guturais.
Mikael (ao lado de Peter Lindgren) foram ambos ranqueados #42 dos "100 Maiores Guitarristas de Heavy Metal de Todos os Tempos" pela Guitar World. Akerfeldt foi também votado em 9º lugar no livro "Os 100 Maiores Guitarristas de Metal", ranqueando ao lado de lendas como Dave Mustaine, Dimebag Darrell e John Petrucci.

## Carreira e detalhes biográficos

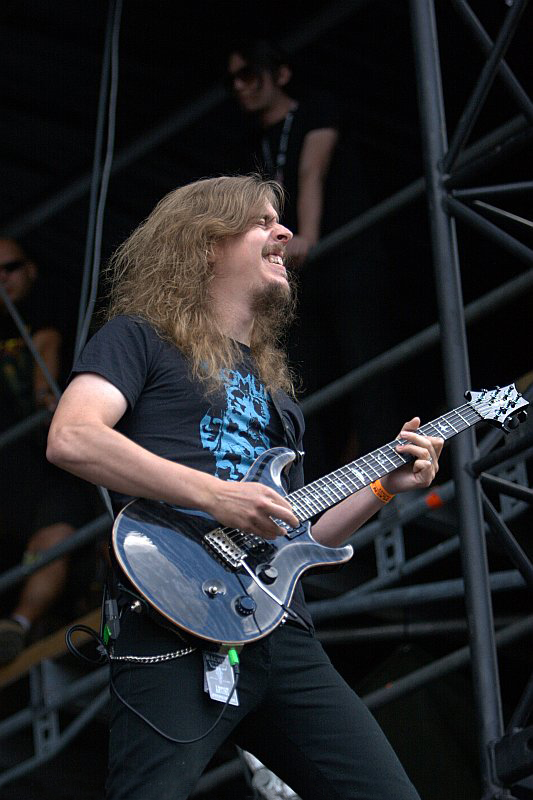
Mikael Åkerfeldt playing at Wacken Open Air 2006.

Um nativo de Estocolmo, Mikael Åkerfeldt foi o vocalista de Eruption, uma banda de death metal que ele formou em 1988. Após o Eruption chegar ao fim em 1990, ele entrou para o Opeth, ostensivamente como um baixista. Quando o vocalista David Isberg insistiu que Åkerfeldt entrasse para a banda, todos os membros saíram. Isberg assume as guitarras, e quando ele saiu do Opeth dois anos depois, Åkerfeldt o substituiu como vocalista. Åkerfeldt executa os vocais guturais no álbum do Katatonia, Brave Murder Day e no EP Sounds of Decay.
Åkerfeldt é um colecionador de álbuns obscuros de rock dos anos 1970 e de heavy metal. Ele também tende a mostrar sua influência dessas bandas obscuras, fazendo referência a eles em títulos do Opeth, tais como "Blackwater Park", "Still Life", "Master's Apprentices" e "My Arms Your Hearse". Também é influenciado pelo jazz e por Ritchie Blackmore.
Em 15 de agosto de 2003, Mikael Åkerfeldt se casou com sua namorada de longa data, Anna Sandberg. Em 13 de setembro de 2004, Anna deu à luz Melinda, nome dado por causa do personagem no álbum conceitual, Still Life. O casal teve sua segunda filha, Mirjam Ebba Maria Åkerfeldt, em 28 de outubro de 2007.Em 2016, para a The Quietus   revelou que divorciou-se de Anna.
Åkerfeldt é conhecido por ter uma boa amizade com Steven Wilson, o líder de uma de suas bandas favoritas, Porcupine Tree; Mike Portnoy, ex-baterista do Dream Theater; e Jonas Renkse do Katatonia. Ele também presume ser a base para o personagem Toki Wartooth do desenho animado popular Metalocalypse, como divulgado em uma entrevista com a ultimate-guitar.com.

## Álbum solo
Mikael Åkerfeldt revelou em setembro de 2009 que ele está contemplando a gravação de um álbum solo acústico de um cantor-compositor.

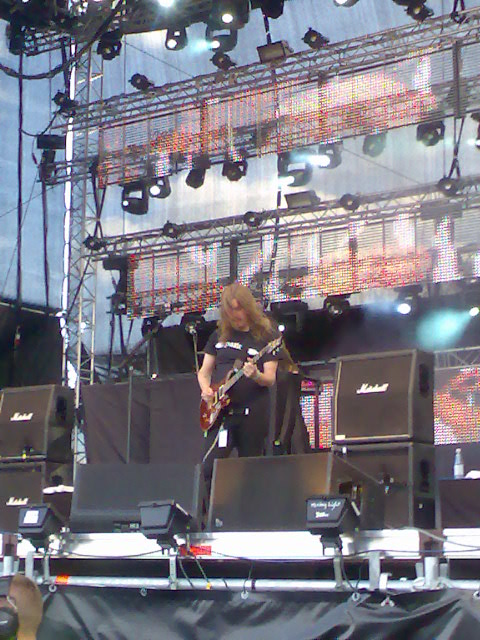
Mikael Åkerfeldt - Ruisrock 2008 (Turku).

| “ | Eu sempre quis fazer uma coisa dessas. Eu tenho um monte de lindos violões para trás e eu quero usá-los mais. Mesmo que o Opeth provavelmente pudesse fazer um álbum como esse, eu quero fazer isso sozinho, e nesse sentido, eu quero gravar por conta própria - na minha casa, basicamente. Eu acho que eu posso fazer um bom álbum. | ” |

| “ | Eu gostaria de simplificar, talvez ainda mais [do que o material acústico do Opeth], e só tocar acordes, e talvez algumas coisas, para que eu pudesse ser capaz de realizá-las se eu quisesse fazer isso. Então eu não quero que seja muitas faixas, como guitarras overdubbing com muitas melodias, eu quero que ele seja bastante simplista assim que se eu quisesse, eu poderia tocá-lo ao vivo na minha... em um banquinho. [risos] | ” |

## Equipamento

### Guitarras[5]
1. PRS Custom 24 (Tortoise shell flame top)
2. Gibson Flying V ('67 Reissue)
3. PRS Custom 24 (Blue Flame Top)
4. PRS Custom 24 (Black Quilt)
5. PRS Custom 24 (Black)
6. PRS SC 245 (Black Cherry)
7. Fender Stratocaster 1975 (Black)
8. Fender Stratocaster 1972 Reissue (Natural)
9. Gibson Les Paul Standard V.O.S. (Tobacco Sunburst)
10. B.C. Rich Mockingbird (Black)
11. PRS 22 fret Modern Eagle (Grey Flame Top)
12. PRS Modern Eagle Single Cut 24 Fret (Wine Flame Matte Top)
13. Gibson SG Standard 1961 Reissue
14. PRS Custom 22 12-String (Black)
15. PRS Singlecut (Black Quilt)
16. PRS SE Mikael Åkerfeldt Signature Guitar

### Violões/Cordas de aço[5]
1. CF Martin (com captador Fishman)
2. CF Martin 00016GT
3. Takamine 12 Cordas
4. Seagull  (com captador Fishman)

### Violões/Nylon
1. Amalio Burguet 3am (cedar top)
2. Landola CT/2/w

### Amplificadores[5]
1. Laney GH100L com gabinete
2. Laney VH100R
3. Laney VC30
4. Fender 1000 Rocpro
5. Fractal Audio Axe-Fx Ultra preamp/processador de efeitos

## Discografia

### Com o Opeth
- Orchid (1995)
- Morningrise (1996)
- My Arms, Your Hearse (1998)
- Still Life (1999)
- Blackwater Park (2001)
- Deliverance (2002)
- Damnation (2003)
- Lamentations (2003) – DVD ao vivo
- Ghost Reveries (2005)
- The Roundhouse Tapes (2007) – álbum ao vivo/DVD
- Watershed (2008)
- In Live Concert at the Royal Albert Hall (2010) - álbum ao vivo/DVD
- Heritage (2011)

- Pale Communion' (2014)

- Sorceress (2016)
- In Cauda Venenum (2019)
- The Last Will and Testament (2024)

### Com o Katatonia
- Brave Murder Day (1996)
- Sounds of Decay (1997) – EP
- Discouraged Ones (1998) – vocais de apoio, co-produção nos vocais

### Com o Bloodbath
- Breeding Death (2000) – EP
- Resurrection Through Carnage (2002)
- Unblessing the Purity (2008) – EP
- The Wacken Carnage (2008) – álbum ao vivo
- The Fathomless Mastery (2008)

## Participações
- Ayreon: Åkerfeldt canta as partes de Fear no álbum The Human Equation, lançado em 2004.
- Bloodbath: Åkerfeldt foi o vocalista da banda Bloodbath. Ele esteve com a banda de 2000 até 2004, e pode ser ouvido nos álbuns Breeding Death e Resurrection through Carnage. Também cantou ao vivo com eles no Wacken Open Air em 2005. Em 30 de janeiro de 2008 foi anunciado no site oficial do Bloodbath que Åkerfeldt tinha retornado a banda. Mais tarde ele apresentou os vocais para seu último lançamento em EP, Unblessing the Purity que ficou de fora do lançamento limitado desde 10 de março de 2008. O albúm The Fathomless Mastery também de 2008, é o segundo lançamento completo do Mikael com o Bloodbath. Mikael saiu da banda novamente em 2012
- Candlemass: Åkerfeldt apresentou seus vocais para uma canção no DVD de aniversário de 20 anos do Candlemass.
- Dream Theater: Åkerfeldt apresentou uma parte spoken word em "Repentance" no seu álbum de 2007, Systematic Chaos. Ele também canta o segundo verso da mesma canção em sua primeira e até agora única performance ao vivo, durante a turnê Progressive Nation 2008.
- Edge of Sanity: Åkerfeldt fez os vocais e as partes de guitarra no álbum do Edge of Sanity de 1996, Crimson e também escreveu a letra para uma canção de Infernal.
- Horrified: Åkerfeldt rosna algumas palavras em 'Avatar of the Age of Horus' de seu álbum  'Deus Diabolus Inversus'.
- Katatonia: Cantou no álbum Brave Murder Day de 1996 e no EP Sounds of Decay, lançado em 1997. Também fez os vocais de apoio nos álbuns Discouraged Ones e Tonight's Decision.
- Ihsahn: Åkerfeldt participa da canção "Unhealer" do álbum de 2008, angL.
- OSI: Åkerfeldt canta os vocais na faixa "Stockholm" para o álbum do OSI de 2009, Blood.
- Porcupine Tree: Åkerfeldt canta os vocais de apoio em "Deadwing", "Lazarus" e "Arriving Somewhere But Not Here" e toca uma guitarra solo em "Arriving Somewhere But Not Here" no álbum de 2005, Deadwing.
- Roadrunner United: Åkerfeldt faz os vocais na canção "Roads" ao lado do tecladista do Type O Negative, Josh Silver, no álbum de aniversário de 25 anos da Roadrunner Records, Roadrunner United: The All-Star Sessions.
- Soilwork: Åkerfeldt canta com a voz limpa na faixa título do álbum A Predator's Portrait.
- Sörskogen: Åkerfeldt canta em sueco e toca guitarra na canção "Mordet i Grottan".
- Steel: Um pequeno projeto paralelo de power metal composto por Dan Swanö e os membros do Opeth, com Mikael Åkerfeldt na guitarra.